# Национальная ассамблея Кабо-Верде
Национальная ассамблея Кабо-Верде (порт. Assembleia Nacional de Cabo Verde) — высший орган законодательной власти Кабо-Верде.
Парламент Кабо-Верде состоит из одной палаты, называемой Национальная Ассамблея. В качестве одного из органов суверенитета, закрепленных в Конституции, кроме президента, правительства и судебного органа, является, согласно основному закону, «представительное собрание всех граждан Кабо-Верде».
Полномочия и правила работы Национальной Ассамблеи, правила и статут депутатов, а также права и обязанности её членов, обеспечивая разделение властных отношений и взаимозависимости с другими органами суверенитета, определяет Конституция. Национальное Собрание обеспечивает принятие фундаментальных законов Республики, а также контроль над соблюдением Конституции, законов и актов правительства и администрации. Правила работы Национальной Ассамблеи закреплены в законе № 37/V/96 от 1 сентября 1996 года.
В составе Ассамблеи 72 депутата.

## История
За день до провозглашения независимости Кабо-Верде, 4 июля 1975 года, в 16:30, 56 членов, избранных 30 июня,  собрались в Прае. На этом собрании был избран первый президент Национального собрания — Абилиу  Дуарте, первый вице-премьер Оливер Мелисио Пирес, и второй вице-премьер Александр Рамуш де Пина.
Первая сессия Национального собрания приняла, в частности, текст Провозглашения Республики Кабо-Верде и Закон государственной политической организации (порт. Lei da Organização Política do Estado (LOPE)).

## Президиум
Председатель — Аристидеш Раймунду Лима (порт. Aristides Raimundo Lima), ПАИКВ.
Первый вице-президент — Хулио Лопеш Коррея (порт. Júlio Lopes Correia), ПАИКВ.
Второй вице-президент — Хорхе Педро Маурисиу душ Сантуш (порт. Jorge Pedro Maurício dos Santos), МПД.
Секретарь — Эдуарду Монтейру (порт. Eduardo Monteiro), ПАИКВ.
Секретарь — Лима Хосе Сантуш (порт. José Luís Lima Santos), МПД.
Секретарь — Вера Хелена Пиреш Алмейда (порт. Vera Helena Pires Almeida), ПАИКВ.